# Raymonde Godin
Pour les articles homonymes, voir Godin.
Raymonde Godin (née le 23 décembre 1930 à Montréal et morte le 31 janvier 2023 à Suze-la-Rousse en France) est une peintre canadienne,.

## Biographie
Originaire du Québec, elle s'installe en France en 1954 et vit dans la Drôme provençale. Son travail fut présenté en 2020 lors de l'exposition Femmes dans les années 1950, au fil de l'abstraction, la peinture et la sculpture, au musée Soulages, ainsi qu'à Paris en 2022, en solo à la galerie Convergences.
Son travail fait partie des collections du Musée national des beaux-arts du Québec, du Musée d'art de Joliette, du Musée d'art contemporain de Montréal, du musée d'Art moderne de Paris et du Musée des beaux-arts du Canada,.
Raymonde Godin est morte le 31 janvier 2023, à l'âge de 92 ans.